# Puchar Świata Siłaczy 2005: Ladysmith
Puchar Świata Siłaczy 2005: Ladysmith – szóste w 2005 r. zawody
siłaczy z cyklu Pucharu Świata Siłaczy.
Data: 28 sierpnia 2005 r.

Miejsce: Ladysmith, Kolumbia Brytyjska  Kanada
Konkurencje:
WYNIKI ZAWODÓW:
| Miejsce | Zawodnik        | Kraj              | Punkty           |
| ------- | --------------- | ----------------- | ---------------- |
| 1.      | Raivis Vidzis   | Łotwa             | 60               |
| 2.      | Ralf Ber        | Austria           | 57               |
| 3.      | Ed Brost        | Kanada            | 50,5             |
| 4.      | Dave Ostlund    | Stany Zjednoczone | 49               |
| 5.      | Chad Coy        | Stany Zjednoczone | 45,5             |
| 6.      | Tarmo Mitt      | Estonia           | 43               |
| 7.      | Grant Higa      | Stany Zjednoczone | 40               |
| 8.      | Simon Flint     | Anglia            | 39,5             |
| 9.      | Mike Bade       | Kanada            | 26,5             |
| 10.     | Franz Beil      | Niemcy            | 26               |
| 11.     | Randy Davis     | Kanada            | 19               |
| 12.     | Antanas Abrutis | Litwa             | 5 (kontuzjowany) |